# Cascade (Wisconsin)
Cascade è un villaggio degli Stati Uniti d'America situato nella contea di Sheboygan nello Stato del Wisconsin. La popolazione era di 709 persone al censimento del 2010. Fa parte dell'area statistica micropolitana di Sheboygan. La Wisconsin Highway 28 attraversa Cascade.

## Storia
Con la costruzione di due turbine eoliche da 100 chilowatt nel giugno 2010, Cascade è diventata la prima comunità nel Wisconsin a utilizzare l'energia eolica prodotta a livello locale per alimentare il suo impianto di depurazione comunale.

## Geografia fisica
Cascade è situata a 43°39′31″N 88°00′30″W (43.658541, -88.008412).
Secondo lo United States Census Bureau, ha un'area totale di 0,82 miglia quadrate (2,12 km²).

## Società

### Evoluzione demografica
Secondo il censimento del 2010, c'erano 14,570 persone.

### Etnie e minoranze straniere
Secondo il censimento del 2010, la composizione etnica della città era formata dal 97,7% di bianchi, lo 0,4% di afroamericani, lo 0,3% di nativi americani, lo 0,4% di oceanici, lo 0,7% di altre razze, e lo 0,4% di due o più etnie. Ispanici o latinos di qualunque razza erano il 3,8% della popolazione.